# The Brisons

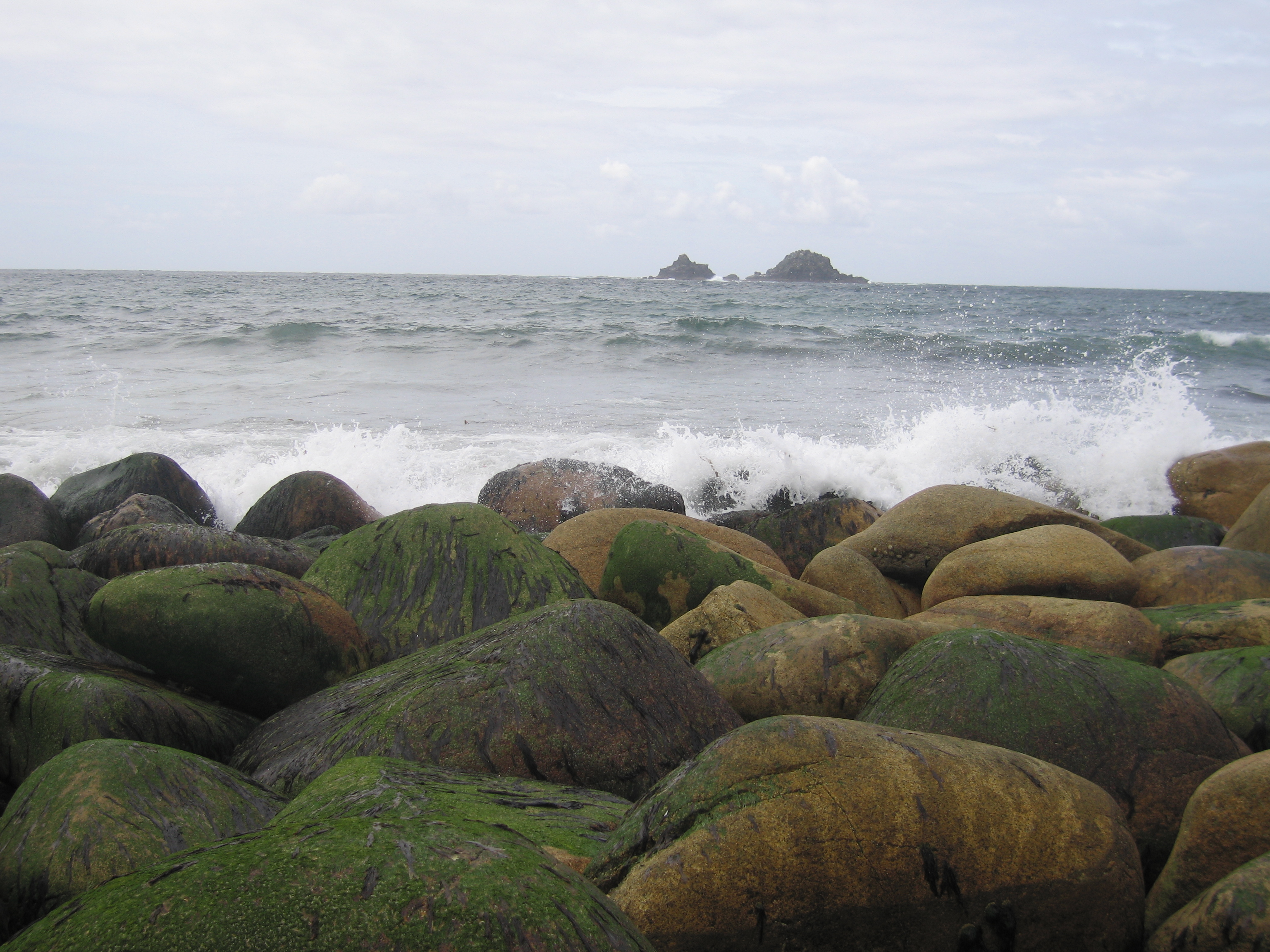
The Brisons

The Brisons sind eine Felsgruppe in der Celtic Sea anderthalb km westlich von Porth Nanven. Die beiden größten Eilande ragen 27 m und 22 m aus dem Wasser. Am 11. Januar 1851 sank hier die von Kapitän Samuel Sanderson geführte, 250 Tonnen große Brigg New Commercial.